# Gaspar de Ávalos de la Cueva
Gaspar de Ávalos de la Cueva (Guadix, 1485 – Santiago di Compostela, 2 novembre 1545) è stato un cardinale e arcivescovo cattolico spagnolo. È stato chiamato anche Gaspar Dávalos de la Cueva, membro della famiglia spagnola Dávalos, conosciuta in Italia come D'Avalos.
In Italia, altro cardinale membro di questa famiglia è stato Innico d'Avalos d'Aragona.

## Biografia
Gaspar discendeva da Lope Ruiz Dávalos, fratello del più noto Ruy López Dávalos, Connestabile di Castiglia nonché Adelantado mayor di Murcia, camarero mayor e gran valido di Enrico III, re di Castiglia e di León. 
Il padre di Gaspar, Rodrigo Dávalos, alguacil dell'Inquisizione di Jaén e vecino di Guadix, era un bisnipote del summenzionato personaggio. La madre di Gaspar era Leonor de la Cueva. Gaspar ebbe almeno due fratelli: Juan, regidor di Guadix e Isabel, prima badessa del convento de la Encarnación di Granada. 
Gaspar condusse i suoi primi studi sotto al supervisione dello zio, Hernando de Talavera. In seguito frequentò l'università di Parigi (ottenendovi la licenza in teologia) e l'università di Salamanca, presso la quale ottenne il titolo di dottore. In quegli anni la sua famiglia cadde in disgrazia in seguito alla denuncia per eresia e apostasia dell'Inquisitore Diego Rodríguez de Lucero nei confronti dello zio Hernando, che sarebbe morto a causa dei patimenti subiti nel 1507. Gaspar entrò nel Colegio Mayor Santa Cruz di Valladolid, rimanendovi dal 1509 al 1517. Successivamente ricevette l'incarico di canonico della cattedrale di Murcia.
Nel 1524 fu nominato vescovo di Guadix in Spagna, quindi arcivescovo di Granada (25 gennaio 1524), per passare poi all'arcidiocesi di Santiago di Compostela nel 1542.
Paolo III lo elevò al rango di cardinale nel concistoro del 19 dicembre 1544.
Morì il 2 novembre 1545.